# Ksar Agni
Pour les articles homonymes, voir Agni.
Ksar Agni (en arabe : قصر أگني) est un village fortifié dans la province de Zagora, région de Draa-Tafilalet au sud-est du Maroc .